# Abellerol capblau occidental
L'abellerol capblau occidental (Merops mentalis) és una espècie d'ocell de la família dels meròpids (Meropidae), propi de la zona afrotròpica.

## Hàbitat i distribució
Habita boscos clars, vegetació de ribera i terres de conreu del sud-est de Guinea, Sierra Leone, Libèria, Costa d'Ivori, Ghana, Nigèria, Camerun i illes del golf de Guinea.

## Taxonomia
Ha estat considerada tradicionalment una subespècie de Merops muelleri, però modernament i arran recents estudis. ha estat separat en la seva pròpia espècie